# Caribbean champagne
Pour les articles homonymes, voir Caribbean et Champagne.
Le caribbean champagne (champagne des Caraïbes, en anglais) est un cocktail à base de champagne, de rhum, et de crème de banane.

## Préparation
Verser 1 dose de rhum et 1 dose de crème de banane dans une flûte à champagne rafraîchie, compléter avec du champagne, servir frais, décorer avec des rondelles de banane.

## Autres cocktails de Caraïbes à base de champagne ou de rhum
- Piña colada (Porto Rico)
- Mojito, Cuba libre, Daïquiri (Cuba)
- Punch, punch planteur, punch coco, ti-punch (Antilles)
- Hemingway Special, Mort dans l'après-midi, de l'écrivain américain Ernest Hemingway (Cuba).